# Steyr
Steyr là thành phố pháp định nằm ở bang Oberösterreich, Áo. Thành phố nằm ở ngã ba sông Steyr và sông Enns. Steyr là đô thị đông dân thứ 12 của Áo và đồng thời các thành phố lớn thứ 3 tại Oberösterreich.
Steyr có một lịch sử lâu dài, nó từng là một trung tâm sản xuất và tên gọi đã được sử dụng để đặt tên một số nhà sản xuất đặt trụ sở chính ở đó, chẳng hạn như tập đoàn Steyr-Daimler-Puch và công ty kế thừa của nó là Steyr Motors GmbH.

## Địa lý

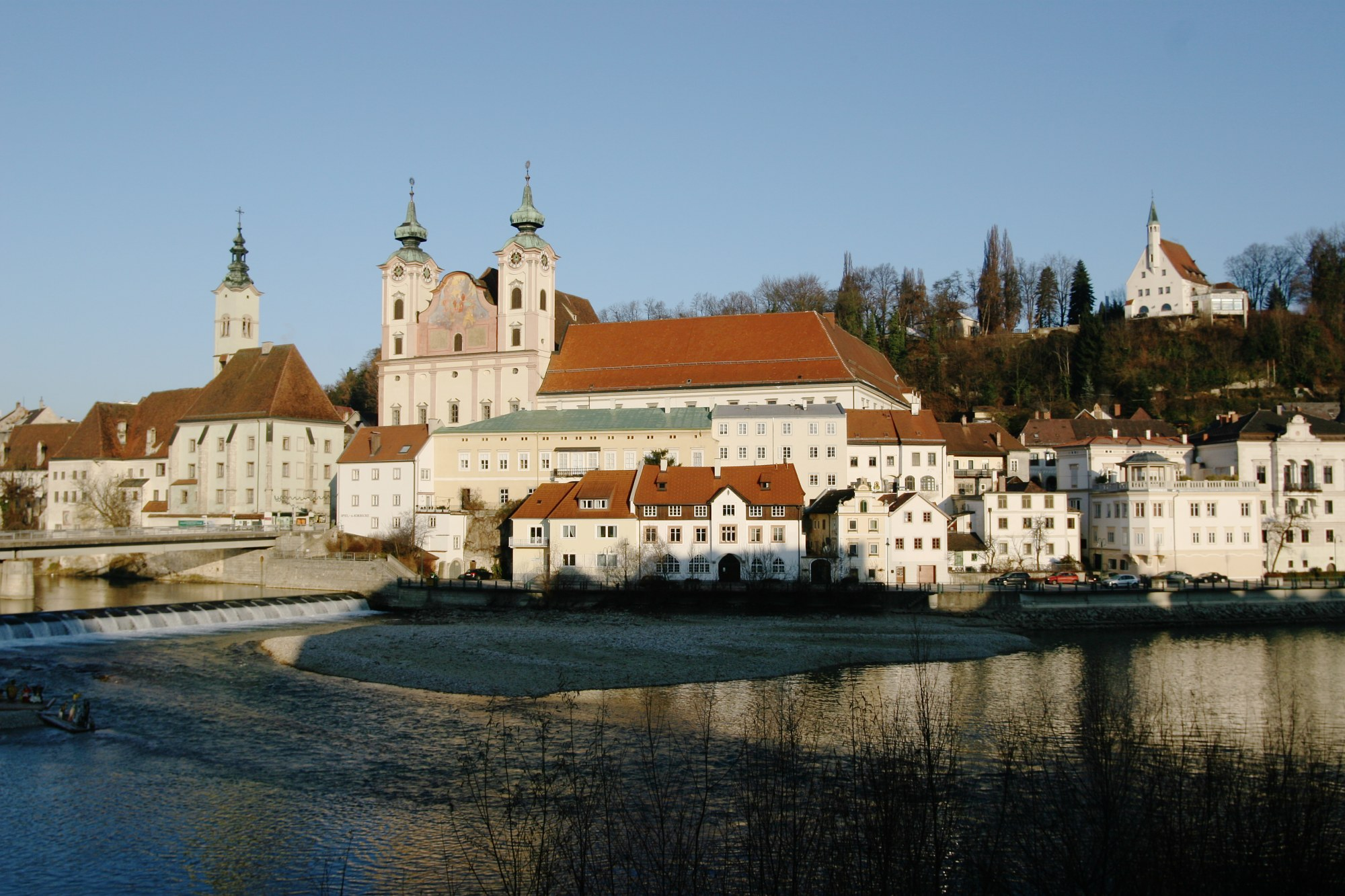
Nhà thờ Saint Michael, nơi hợp lưu của sông Enns và sông Steyr

Thành phố nằm trong vùng Traunviertel, với hai con sông Steyr và Enns chảy qua và giao nhau gần trung tâm thị trấn bên dưới Lâu đài Lamberg và Nhà thờ St Michael. Vì vậy, nó dễ bị ngập lụt nghiêm trọng trong nhiều thế kỷ cho đến hiện tại, một trong những trận lụt tồi tệ nhất gần đây là trận lụt tháng 8 năm 2002. Ở phía nam của thị trấn mọc lên một loạt các ngọn đồi cao và trải dài đến Voralpen Thượng Áo. Ở phía bắc, những ngọn đồi cuộn xuống phía hợp lưu của sông Enns với sông Danube, nơi có thị trấn Enns. Ở phía đông thì giáp với Hạ Áo.
Steyr là một thành phố cổ kính với các tiện nghi hiện đại. Cũng như Vienna, nó và nhiều thị trấn lịch sử khác của Áo được bảo tồn tốt cũng có di sản văn hóa và kiến trúc phong phú thu hút du lịch. Nó đánh dấu kỷ niệm 1.000 năm thành lập vào năm 1980, sau khi trải qua nhiều đợt trùng tu kiến trúc lịch sử, điều này đã khiến nó trở thành một trong những thành phố cổ được bảo tồn tốt nhất ở Áo. Trung tâm thành phố cổ nổi tiếng được xây dựng xung quanh  Stadtplatz  (quảng trường) đã được khôi phục phần lớn sau Thế chiến thứ hai. Phần kiến trúc nổi tiếng nhất của nó được gọi là Bummerlhaus, được coi là một trong những công trình kiến trúc Gothic quy mô nhất ở Trung Âu.
Thành phố được chia thành các khu vực địa chính: Christkindl, Föhrenschacherl, Gleink, Hinterberg, Jägerberg, Sarning, Stein và Steyr.

## Lịch sử

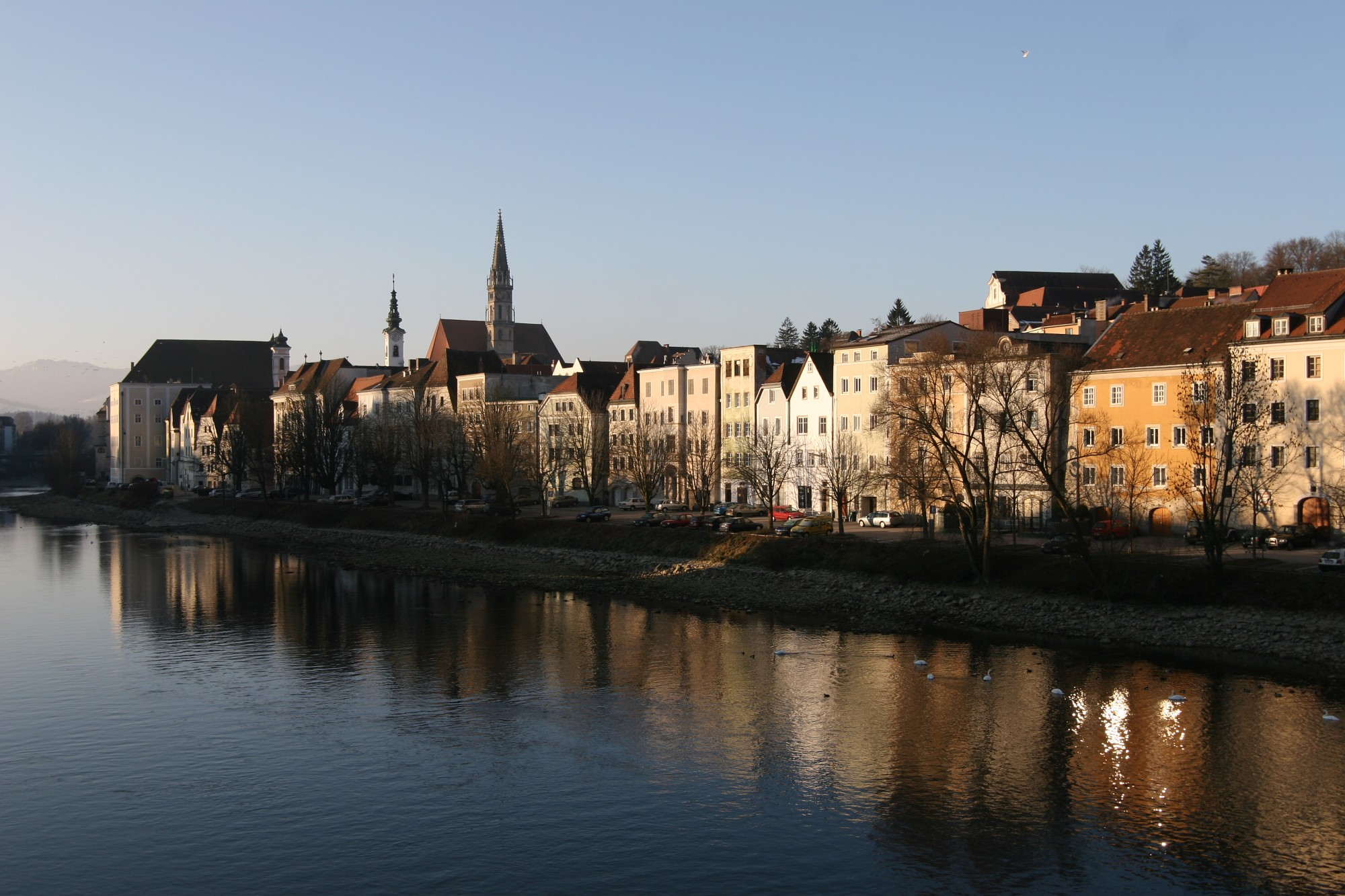
Rìa bến cảng trên sông Enns

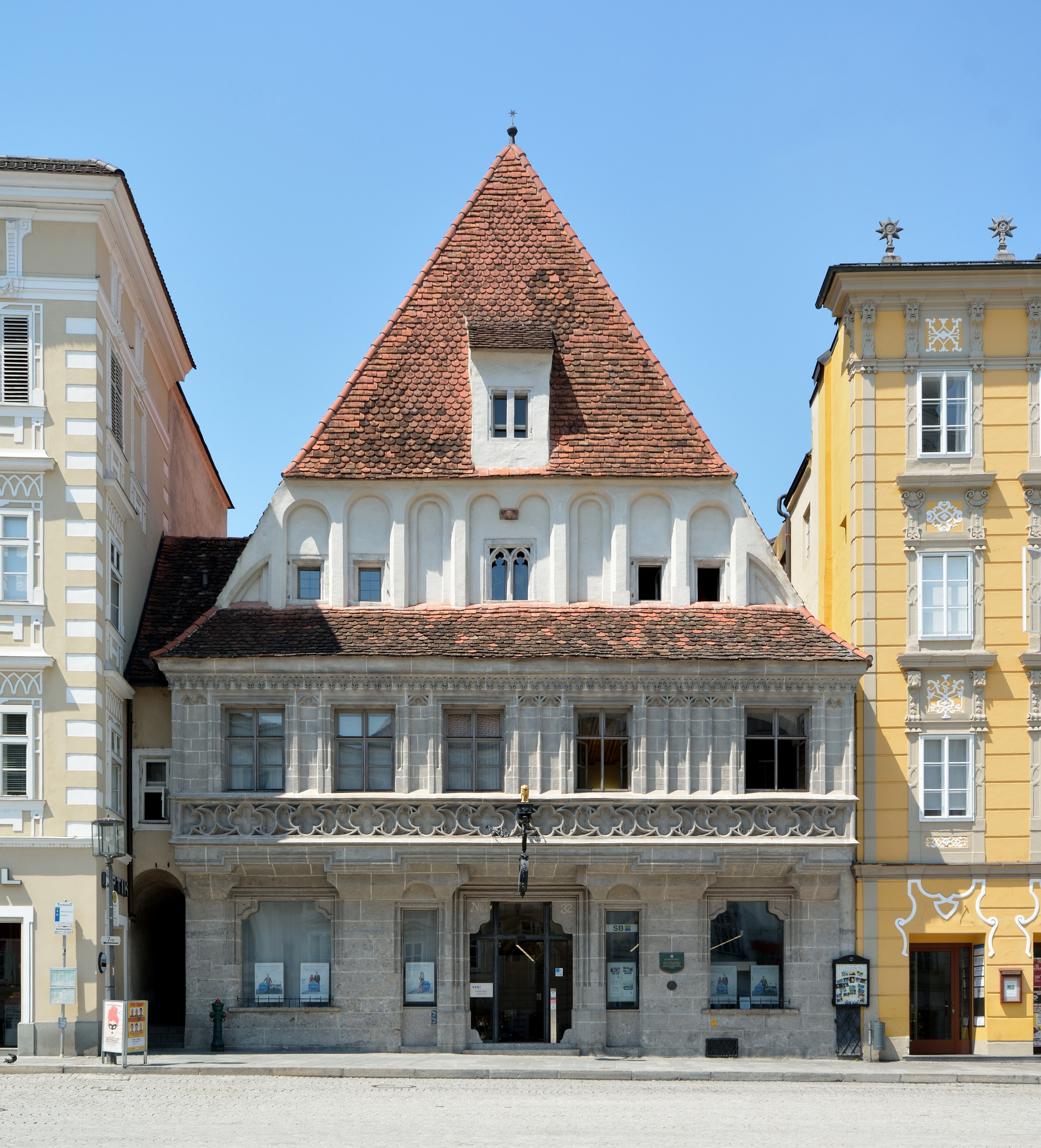
Bummerlhaus

Người Celt đã định cư khu vực này từ khoảng 600 năm trước Công nguyên, tên của sông  Stiria  có nguồn gốc từ ngôn ngữ Celt. Vương quốc Noricum của họ trở thành một phần của Đế chế La Mã vào năm 15 trước Công nguyên. Một khu định cư có tên  Gesodunum  được ghi nhận bởi nhà địa lý cổ đại Claudius Ptolemy (90 - c. 168) có thể nằm trong vùng Steyr. Tại đây, "Con đường sắt" của La Mã đã dẫn từ mỏ Erzberg dọc theo sông Enns đến castra của  Lauriacum  (tại Enns ngày nay) trên sông Danube.
Vào thế kỷ thứ 6, những người định cư người Slav di chuyển đến khu vực này nhưng khi họ bị đánh bại bởi Công tước  Tassilo III của Bayern, người đã cấp đất cho Tu viện Kremsmünster gần đó vào năm 777, khu vực là nơi sinh sống của người Bavarii. Trong các cuộc xâm lược của người Hungary vào châu Âu, một pháo đài đã được xây dựng trên sông Steyr bởi những người dân địa phương Traungau, lần đầu tiên được đề cập là  Styraburg  trong một chứng thư năm 980. Từ năm 1055, Lâu đài Steyr ở Traungau Bayern cũng như "Huyện biên giới Styria" liền kề được cai trị bởi triều đại Otakar hùng mạnh. Nhà Otokar kiểm soát việc khai thác sắt tại Erzberg và biến nơi ở của họ tại Steyr trở thành trung tâm văn hóa cung đình thời trung cổ và thơ ca tiếng Thượng Giéc-man Trung cổ. Năm 1180, Hoàng đế Frederick Barbarossa đã phong Phiên hầu tước Ottokar IV là Công tước Styria; tuy nhiên, nhà Ottokar đã tuyệt tự khi ông qua đời vào năm 1192 và theo Hiệp ước Georgenberg năm 1186, Styria rơi vào tay các công tước Babenberg của Áo.
Steyr đã là thị trấn ( urbs ) vào thời điểm đó, dù không còn là nơi ở của công tước nhưng vẫn giữ được vị thế là một trung tâm luyện sắt. Những người cai trị Babenberg đã thúc đẩy sự phát triển kinh tế của nó như một địa điểm rèn sắt, chủ yếu là làm dao và trang bị. Sau khi nhà Babenberg tuyệt tự vào năm 1246, Steyr cùng với Công quốc Áo bị chiếm đóng bởi vua Ottokar II của Bohemia nhà Přemyslid và cuối cùng bị vua Rudolf I của Đức nhà Habsburg chiếm giữ sau khi ông chiến thắng tại Trận Marchfeld năm 1278. Các đặc quyền của thị trấn và quyền lập chợ đã được xác nhận bởi con trai của Rudolf là Vua Albert I vào năm 1287 và các công dânđược hưởng lợi từ vị trí đắc địa của Steyr trong ngành buôn bán sắt ở Đế chế La Mã Thần thánh và đặc biệt là với Cộng hòa Venice.
Vào thế kỷ 13 và 14, Steyr là một trung tâm của phong trào phái Phúc âm Waldo Cơ đốc giáo và là địa điểm của các cuộc đàn áp tòa án do giáo sĩ Công giáo Petrus Zwicker lãnh đạo (mất năm 1403). Tương tự như vậy, Cải cách Tin lành nhanh chóng lan rộng trong dân chúng vào khoảng năm 1525, bị các nhà cầm quyền nhà Habsburg phản đối dữ dội trong Phong trào Phản Cải cách. Tình hình kinh tế thay đổi theo chiều hướng xấu khi việc buôn bán sắt suy tàn trong Chiến tranh ba mươi năm, Thượng Áo được giao cho Công tước Maximilian I của Bayern và Chiến tranh nông dân ở Thượng Áo năm 1626. Năm 1727,  Styraburg  thời trung cổ đã bị tàn phá do hỏa hoạn và được thay thế bằng Lâu đài Lamberg kiểu Baroque. Sự hồi sinh của Steyr bắt đầu trong bối cảnh chủ nghĩa Josephin vào cuối thế kỷ 18 và tiếp tục trong quá trình công nghiệp hóa sau đó. Trong Chiến tranh Napoléon, Steyr đã bị quân Pháp chiếm đóng nhiều lần.
Năm 1830, thợ rèn Leopold Werndl thành lập kho vũ khí tại Steyr mà các con trai của ông là Josef và Franz Werndl đã tái thành lập công ty cổ phần vào năm 1864, đặt tên là  Österreichische Waffenfabriksgesellschaft  (ÖWG) từ năm 1869. ÖWG gồm cả thương hiệu Steyr automobile từ năm 1915. Steyr automobile được đổi tên thành  Steyr-Werke AG  vào năm 1926 và thành lập một tập đoàn công nghiệp lớn bằng cách sáp nhập với Daimler Áo và Puch vào năm 1934. Tuy nhiên, ngành công nghiệp Steyr đã bị ảnh hưởng nặng nề bởi Đại suy thoái năm 1929. Năm 1934, thị trấn trở thành một trong những chiến trường giữa các lực lượng bán quân sự Dân chủ Xã hội  Schutzbund  và dân quân Xã hội Cơ đốc giáo  Heimwehr  trong Nội chiến Áo, đã đưa tập đoàn fascist Nhà nước Liên bang Áo cai trị đất nước cho đến  Anschluss  thành Đức Quốc xã năm 1938.
Chính quyền Đức Quốc xã đã kết hợp ngành công nghiệp vũ khí vào tập đoàn khổng lồ  Reichswerke Hermann Göring , bao gồm cả việc xây dựng trại lao động cưỡng bức Steyr-Münichholz, một phần của mạng lưới trại tập trung Mauthausen. Là một nhà sản xuất vũ khí và phương tiện quân sự lớn trong Thế chiến II, Steyr đã trở thành mục tiêu của các cuộc tập kích của quân Đồng minh nhằm đánh sập các nhà máy. Trong hai cuộc tấn công lớn của Lực lượng Không quân 15 trong "Tuần lễ lớn" vào ngày 23 và 24 tháng 2 năm 1944, phần lớn thị trấn bị hư hại nặng nhưng các nhà máy vẫn tiếp tục hoạt động cho đến khi gần kết thúc chiến tranh. Thành phố là một điểm hội quân vào ngày 9 tháng 5 năm 1945 khi các đơn vị của Đơn vị không vận Cận vệ số 5 của Hồng quân và Tiểu đoàn xe tăng 761 quân đen của Hoa Kỳ cùng với Sư đoàn bộ binh 71 liên lạc với nhau trên cây cầu bắc qua sông Enns. Steyr đã bị chiếm đóng bởi Quân đội Hoa Kỳ - Quân đội Liên Xô đã di chuyển về phía đông phía sau đường phân giới của tỉnh Hạ Áo. Quân đội vẫn tồn tại cho đến năm 1955 khi Áo chính thức tuyên bố trung lập bằng Hiệp ước Nhà nước Áo.

## Hội đồng địa phương
Hội đồng địa phương (Gemeinderat) có 36 thành viên.
Các cuộc bầu cử năm 2015 cho kết quả như sau:
- SPÖ 16 ghế
- FPÖ 10 ghế
- ÖVP 5 ghế
- The Greens - The Green Alternative 4 ghế
- NEOS 1 ghế[1]

## Kinh tế
Lĩnh vực có nhiều công ty nhất là sản xuất phụ tùng ô tô. Các công ty quan trọng nhất ở Steyr là:
- AVL Commercial Driveline & Tractor Engineering
- BMW Motors
- GFM Steyr GmbH
- MAN
- NKE AUSTRIA GmbH
- Profactor
- SKF
- Steyr Motors
- ZF Steyr

Trong các lĩnh vực khác, các công ty Áo quan trọng ở Steyr:* Eckelt Glass GmbH
- Hartlauer
- Steyr-Mannlicher

## Cơ sở hạ tầng

### Hệ thống y tế
Bệnh viện Steyr là một bệnh viện trung tâm. Trường Y tá và Sức khỏe Tổng quát Steyr cấp bằng về khoa học điều dưỡng và đào tạo y tá. Phần lâu đời nhất là tòa nhà cổ giống lâu đài năm 1916. Bệnh viện liên tục được mở rộng kể từ năm 1935.

### Năng lượng

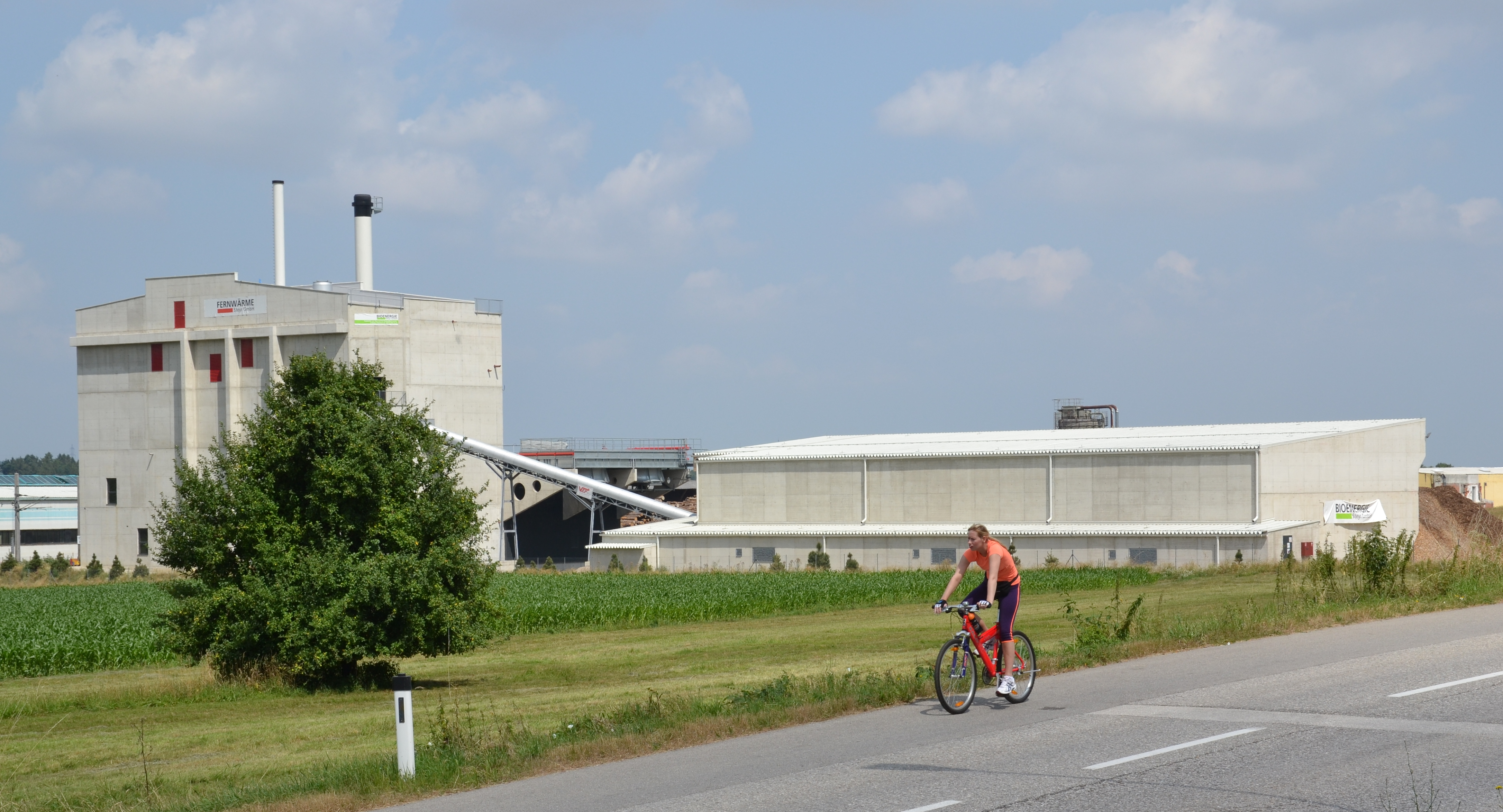
Quang cảnh bên ngoài của nhà máy sưởi sinh khối Steyr

Steyr có một hệ thống sưởi ấm cấp quận dùng năng lượng tái tạo cho phần lớn các tòa nhà và ngành công nghiệp. Năng lượng nhiệt đến từ nhà máy sưởi ấm sinh khối Steyr.

## Thể thao
Đội bóng đá chuyên nghiệp địa phương là SK Vorwärts Steyr chơi tại Sân vận động Vorwärts.

## Người nổi tiếng

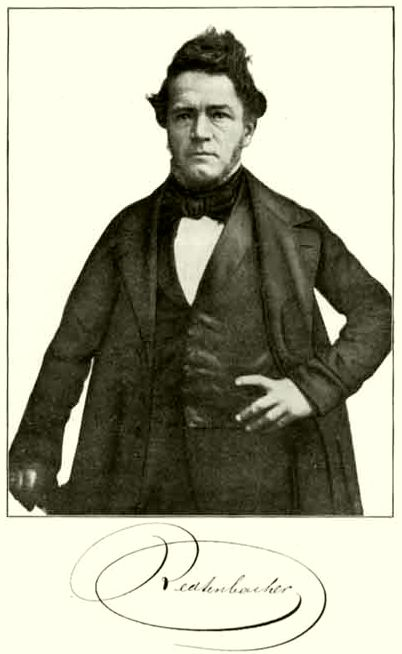
Ferdinand Redtenbacher

Steyr từng có một số cư dân hoặc du khách nổi tiếng như Franz Schubert, người đã viết Ngũ tấu cá hồi của mình ở đó khi đi nghỉ và nhà soạn nhạc Anton Bruckner, nghệ sĩ chơi organ tại nhà thờ giáo xứ địa phương. Adolf Hitler thời còn trẻ đã trải qua một thời gian ngắn ở đó khi ông theo học trường trung học Steyr vào năm 1904, sống trong một căn phòng ở Grünmarkt. Trường nằm trong cùng tòa nhà với Nhà thờ Saint Michael nổi tiếng. Những người bản địa đáng chú ý của Steyr là:
- Johannes Stabius (khoảng 1460–1522), người vẽ bản đồ
- Johann Michael Vogl (1768–1840), ca sĩ
- Johann Mayrhofer (1787–1836), nhà thơ
- Ferdinand Redtenbacher (1809–1863), kỹ sư
- Josef Werndl (1831–1889), nhà sản xuất vũ khí, kỹ sư và nhà phát minh
- Michael Blümelhuber (1865–1936), thợ cắt kim loại
- August Eigruber (1907–1947),  Gauleiter  của Đức Quốc xã bị treo cổ vì tội ác chiến tranh
- Franz Schausberger (sinh năm 1950), chính trị gia và sử gia
- Erich Hackl (sinh năm 1954), tiểu thuyết gia
- Wilhelm Molterer (sinh năm 1955), chính trị gia
- Ronald Brunmayr (sinh năm 1975), cầu thủ bóng đá
- Georg Harding (sinh năm 1981), cầu thủ bóng đá
- Emanuel Schreiner (sinh năm 1989), cầu thủ bóng đá
- Kevin Stöger (sinh năm 1993), cầu thủ bóng đá
- Franz Wickhoff (1853–1909) là một nhà sử học nghệ thuật người Áo và là thành viên của Trường Lịch sử Nghệ thuật Vienna[3]

## Quan hệ quốc tế

### Thành phố kết nghĩa
Steyr kết nghĩa với:
- Bethlehem, Palestine
- Kettering, Ohio, Hoa Kỳ
- Plauen, Saxony, Đức
- San Benedetto del Tronto, Ascoli Piceno, Marche, Ý

## Thư viện ảnh

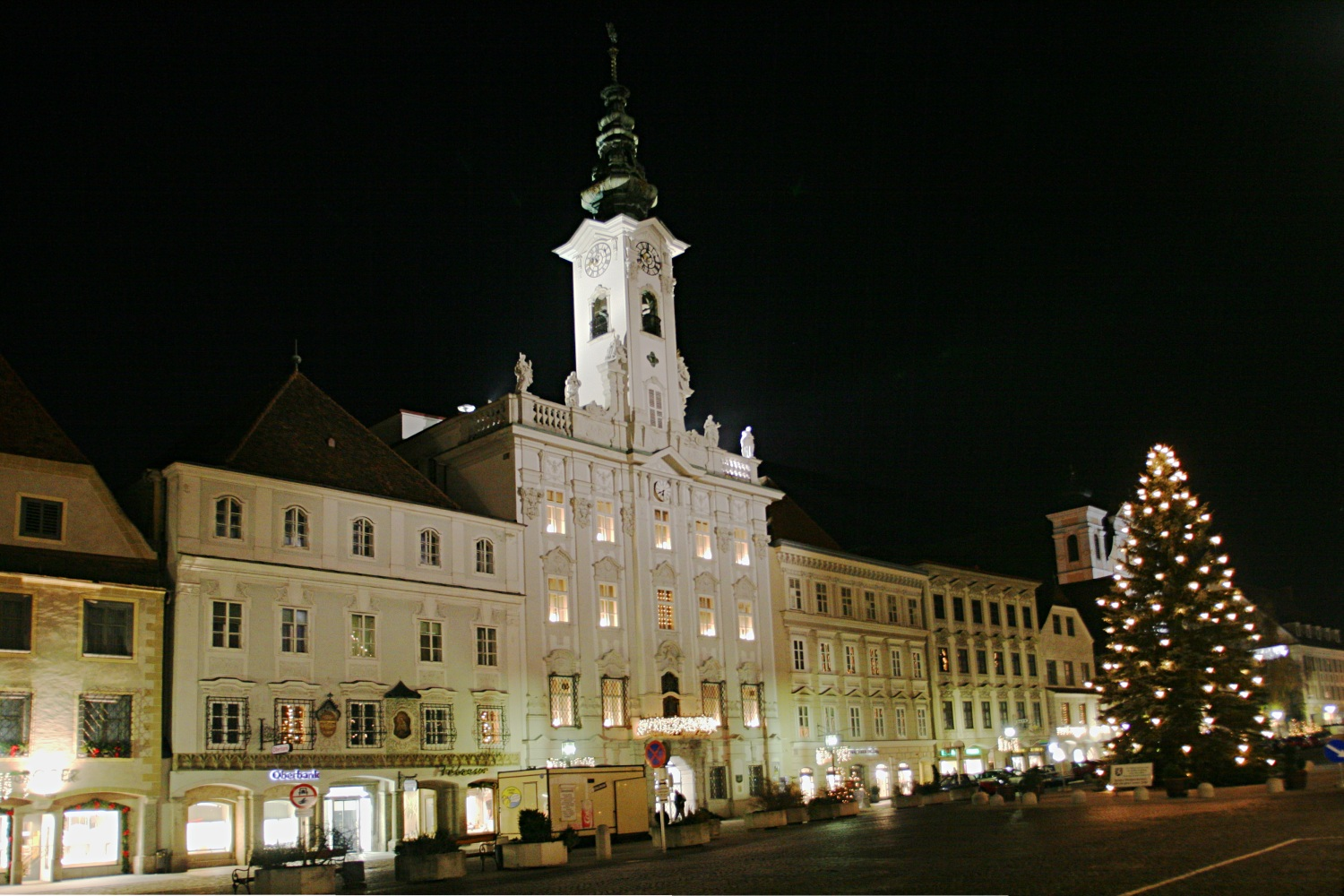
Stadtplatz với tòa thị chính Rococo.
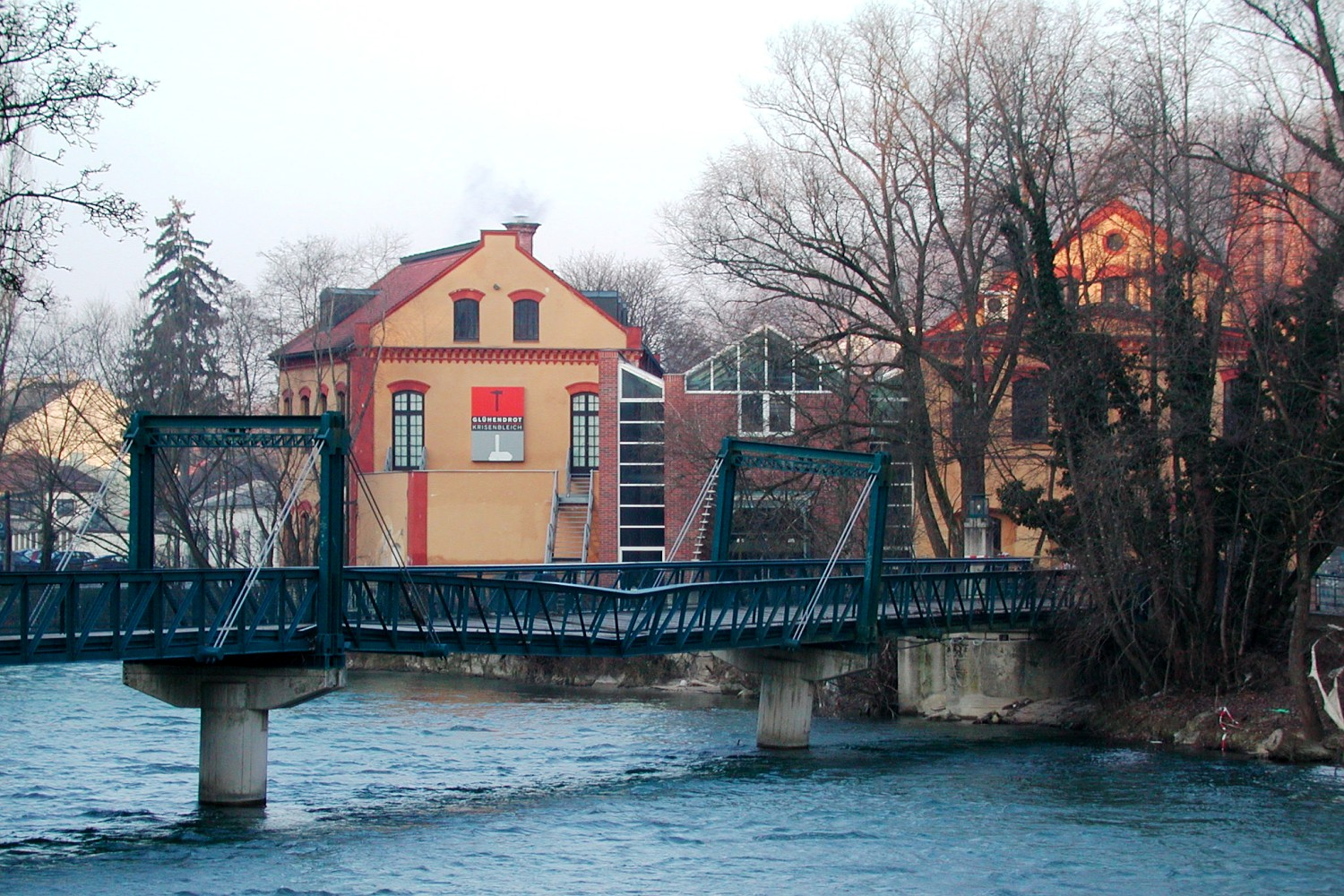
Bảo tàng Arbeitswelt trên sông Steyr; vào tháng 8 năm 2002, nước sông dâng đến lan can cầu và làm hư hại nghiêm trọng.
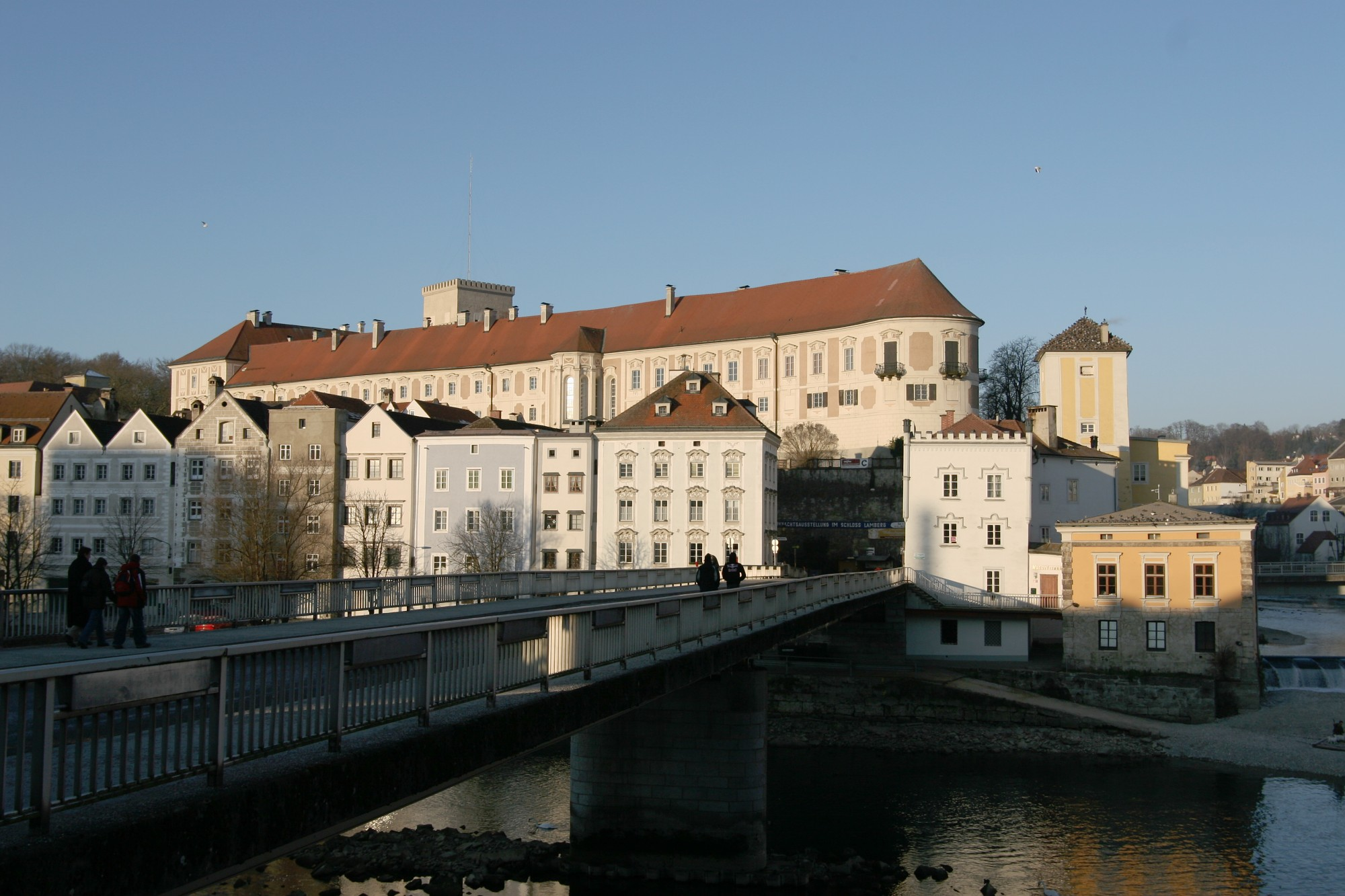
Lâu đài Lamberg năm 2002, sông Enns dâng cao đến dầm cầu.